# Норберт Ксантенски
Норберт Ксантенски, Норберт Лаонский (на латински: Norbertus) е католически светец, основател на Ордена на премонстрантите.

## Биография
Норберт Ксантенски е роден около 1080 г. в Ксантен (съвр. Германия) или в Хенеп (съвр. Нидерландия), като и двата града по това време принадлежат на Кьолнското архиепископство в състава на Свещената Римска империя.
Норберт първоначално е назначен за каноник в Ксантен. Впоследствие е повикан в двора на кьолнския архиепископ Фридрих, а впоследствие – в двора на император Хайнрих V. Норберт води светски живот, като избягва ръкополагането си за свещеник и даже отхвърля предложение за назначение като епископ на Камбре през 1113 г.
Рязка промяна в живота му предизвиква инцидент по време на езда; конят му, изплашен от гръм, го хвърля и Норберт по чудо остава жив. Каноникът възприема случилото се като Божи знак, напуска императорския двор и се връща в Ксантен. Започва да води благочестив монашески живот. През 1115 г. основава до Ксантен бенедиктинско абатство, като влага в това начинание значителна част от състоянието си. Скоро след това е ръкоположен за свещеник.
През 1118 г. Норберт влиза в конфликт с канониците в Ксантен, които са недоволни от неговия аскетизъм и високи изисквания към монашеския живот. В резултат Норберт напуска абатството, продава и раздава на бедните цялото си имущество и заминава за Рим, където папа Геласий II го упълномощава да бъде странстващ проповедник в Северна Франция. Норберт проповядва Евангелието в този район и през 1120 г. с разрешението на папа Каликст II основава в селището Премонтре ново абатство, което дава името си на новия Орден на премонстрантите. Година по-късно Норберт има повече от 40 последователи, които съставят ядрото на новия орден. През 1125 г. конституцията на ордена е одобрена от папа Хонорий II. Житията съобщават за извършените от него чудеса в този период, като му приписват и откриването на гроба на Света Урсула, загинала мъченически за вярата до Кьолн. Част от мощите на светицата Норберт пренася в абатство Премонтре.
Премонстрантите се ръководят в монашеския си живот от строгия устав на Свети Августин Блажени. Новият орден бързо нараства и след няколко години има вече многочислени последователи в Германия, Франция и Нидерландия.
През 1126 папа Хонорий II назначава Норберт за архиепископ на Магдебург. По време на разкола, започнал в Църквата след избирането за папа на Инокентий II, Норберт взема негова страна против антипапата Анаклет II.
Последните години живота си Норберт прекарва в двора на император Лотар III като негов съветник и духовник. Норберт Ксантенски умира на 6 юни 1134 г. в Магдебург. Погребан е в магдебургското премонстрантско абатство. По време на Реформацията, когато Магдебург става протестантски град, католиците предприемат редица опити да вземат и препогребат мощите на светеца. Чак през 1629 г. мощите са пренесени в Прага, в Страховския манастир, където се намират и до днес.
Основаният от Свети Норберт орден след смъртта му започва да се нарича и Норбертински орден, в чест на неговия основател. Най-ранното от житията на светеца е съставено през XII век („Vita Sancti Norberti“). Норберт Ксантенски е канонизиран за светец от папа Григорий XIII през 1582 г. Католическата църква почита паметта му на 6 юни.